# Michael Naray
Michael Naray (* 3. August 1970 in Sydney) ist ein australischer Bogenschütze. Er gehört dem Verein Northern Archers of Sydney an. Naray nahm an der Weltmeisterschaft 2007 in Leipzig und den Olympischen Sommerspielen 2008 in Peking teil.

## Werdegang
Michael Naray studierte an der University of New South Wales in Sydney und arbeitet als Ingenieur. Er begann das Bogenschießen 2002 mit einem Schnupperkurs im Sydney Olympic Park. Bei der Weltmeisterschaft 2007 in Leipzig belegte Naray den 12. Platz mit der Mannschaft. Im Einzelwettbewerb konnte Naray den 54. Platz erreichen. Im selben Jahr belegte er mit der Mannschaft beim Weltcup in Varese den zweiten Platz mit dem Team. 2008 erreichte er mit der Mannschaft ebenfalls den zweiten Platz beim Weltcup-Wettbewerb in Santo Domingo. Michael Naray war Mitglied der australischen Mannschaft für die Olympischen Sommerspiele 2008 in Peking.